# Eparchia
L'eparchia (in greco ἐπαρχεία? o ἐπαρχία, «provincia»; in latino eparchia) è una suddivisione territoriale presente in diversi ordinamenti.
Il termine deriva da eparca, o eparco (dal gr. ἔπαρχος, «comandante», composto della preposizione ἐπί, «sopra», e del verbo ἄρχω, «comandare»), che designa il titolare di funzioni di governo nell'ambito di un certo territorio.

## Circoscrizioni amministrative

### Epicrazia cartaginese
Nel contesto della Sicilia greca, i termini 'eparchia' ed 'epicrazia' (ἐπικράτεια) sono usati da vari autori (Polibio, Diodoro, Plutarco) con significati in parte sovrapposti e in parte diversi per riferirsi all'area della Sicilia occidentale direttamente controllata dai Cartaginesi.

### Impero seleucide
L'eparchia designava la suddivisione amministrativa delle satrapie dell'Impero seleucide (311-63 a.C.).

### Impero bizantino
Le eparchie designavano, in lingua greca, le province dell'Impero bizantino (nonché, in precedenza, le medesime province dell'Impero romano, corrispondendo tale termine a quello latino di provinciae).
Secondo Giorgio di Cipro, la suddivisione in eparchie avrebbe riguardato anche i territori italiani conquistati da Bisanzio dopo la guerra greco-gotica: attorno al 580, infatti, l'imperatore Tiberio II Costantino avrebbe suddiviso l'Italia bizantina in 5 eparchie (Aemilia, Annonaria, Calabria, Campania e Urbicaria).
Nel VII secolo, peraltro, la suddivisione dell'Impero bizantino in eparchie fu sostituita da quella basata in themata (i territori italiani rimasti a Bisanzio furono suddivisi in quattro themata: Langobardia, Lucania, Calabria e Sikelia).
Nella capitale Costantinopoli, il titolo di eparca del pretorio o eparca di Costantinopoli (in greco ἔπαρχος τοῦ πραιτωρίου?, eparcos tu praitoriu) passò invece ad indicare, sino alla fine dell'Impero, il prefetto del pretorio d'Oriente e governatore della città.

### Grecia moderna

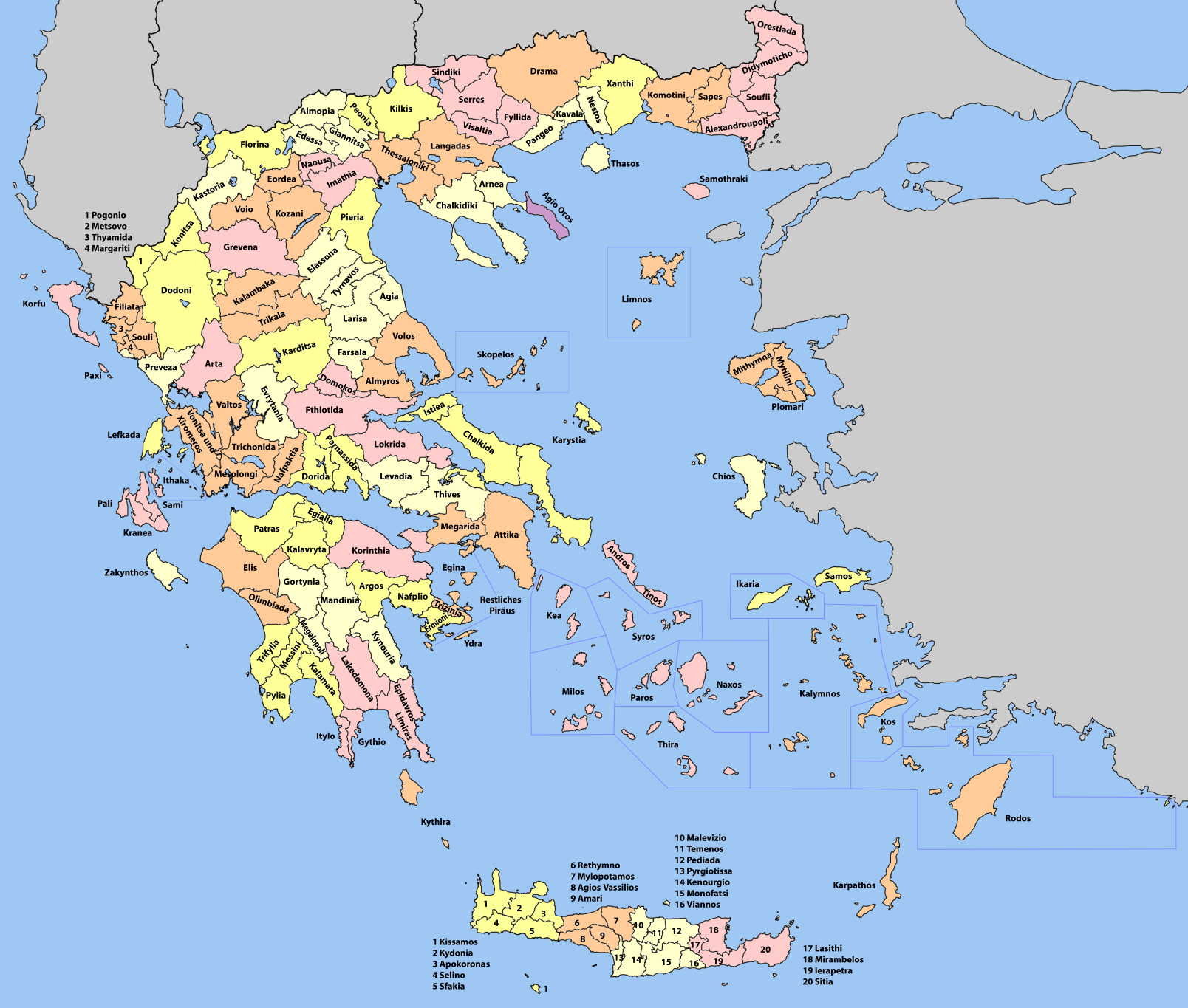
Province della Grecia

Le province della Grecia, presenti dal 1833 al 2005, erano designate col termine eparchie.

## Circoscrizioni ecclesiastiche

### Chiese cattoliche di rito orientale
Nella Chiesa cattolica di rito orientale si chiama eparchia una porzione di territorio e di fedeli che vengono affidati alla cura pastorale di un eparca o vescovo; l'eparchia quindi è del tutto corrispondente alla diocesi della Chiesa latina.
Le eparchie (e i loro eparchi) sono disciplinate dai canoni 177-310 del Codice dei canoni delle Chiese orientali.
In Italia sono presenti due eparchie, corrispondenti al territorio in cui vive la storica enclave albanese di rito greco o bizantino:
- l'eparchia di Lungro, che ha sede a Lungro e che esercita la propria giurisdizione per gli italo-albanesi continentali (Italia peninsulare e paesi esteri);
- l'eparchia di Piana degli Albanesi, che ha sede a Piana degli Albanesi e che esercita la sua giurisdizione per gli italo-albanesi di Sicilia, già anche all'estero (Malta, Corsica di Francia e Stati Uniti).

### Chiesa ortodossa
Il termine è tutt'oggi utilizzato per indicare alcune suddivisioni nelle Chiese ortodosse.